# Ilarione Rancati
Ilarione Rancati (Milano, 2 settembre 1594 – Roma, 17 aprile 1663) è stato un teologo italiano.

## Biografia
Don Ilarione Rancati, nato a Milano il 2 settembre 1594 e battezzato col nome di Bartolomeo, apparteneva ad una famiglia della piccola nobiltà cittadina. La storiografia vuole che i Rancati siano un ramo della nobile famiglia Della Torre di Mendrisio, trasferitosi a Rancate in Canton Ticino e poi sparsosi nei secoli nel milanese e nel lodigiano; lo stemma (d'argento a sei trifogli accerchiellati di verde, disposti 3, 2, 1) dei de Ranchatis / de Ranchate riportato anche nello Stemmario Trivulziano e nello Stemmario Cremosano ed usato dal monaco, conferma questa tesi. I suoi genitori, Baldassare Rancati e Margherita de’ Bagni, "di beni di fortuna bastevolmente agiati", permisero ai figli, Bartolomeo ed Orazio, di studiare in casa sin dalla più tenera età.

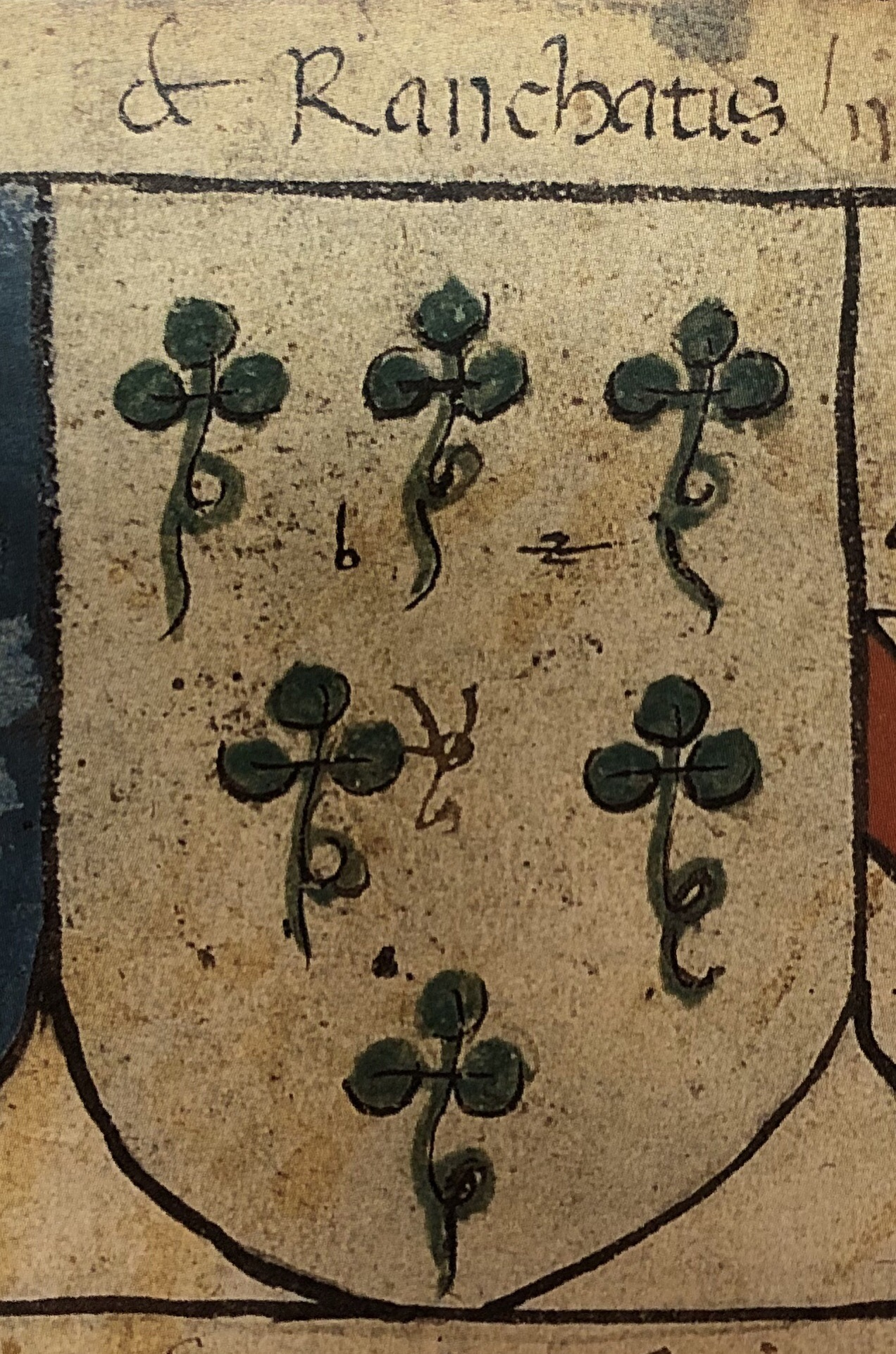
Stemma della famiglia Rancati dallo Stemmario Trivulziano

Bartolomeo successivamente frequentò l’Università di Brera a Milano sotto la guida dei Gesuiti fin quando, il 10 marzo 1608, divenne monaco presso l'abbazia di Santa Maria di Chiaravalle con il nome di Ilarione. Studiò filosofia e teologia presso la basilica di Sant'Ambrogio a Milano e dal 1614 dai Cistercensi a Salamanca. Come milanese e, quindi, come suddito del Re di Spagna sostenne il proprio sovrano anche in termini politici, ad esempio durante la rivalità nazionale con la Francia. Studiò approfonditamente le lingue orientali, compreso l'arabo, e dopo un breve periodo come docente e abate presso Sant’Ambrogio a Milano venne, per motivi di salute, mandato a Roma nella basilica di Santa Croce in Gerusalemme, di cui fu per lungo tempo abate, e dove rimase, esclusa una breve pausa nel 1635, per tutta la vita. Papa Urbano VIII lo nominò nel 1624 membro della Congregazione dell'Inquisizione, e a lui fu anche affidata la carica di Segretario della Congregazione istituita per la conservazione della fede cattolica nei Regni d'Inghilterra. Nel 1651 papa Innocenzo X lo nominò membro di una commissione dedita alla questione giansenista.
Vista l'alta reputazione del Rancati sotto Urbano VIII e Alessandro VII (di cui fu consigliere teologico), si parlò della sua possibile nomina a cardinale (era già onorato del titolo di 'Vossignoria' riservato ai porporati), che non avvenne poi per motivi di salute dell’abate. Rancati divenne a Roma un affermato proclamatore della dottrina dell'Immacolata Concezione di Maria, e l'importanza della sua opera letteraria e delle sue immense raccolte di libri e manoscritti, lasciate alla biblioteca di Santa Croce a Roma (e grazie alle quali è riconosciuto come fondatore della Biblioteca Sessoriana), è stata evidenziata e riportata alla luce da nuovi ricercatori come Franca Trasselli.
Per onorarne l'erudizione il Cardinale Giulio Rospigliosi, futuro papa Clemente IX, ne coniò il motto: “Hic sane claruit scientiis rorans”, anagramma di Hilarion Rancatus Cisterciensis.
Don Achille Ratti così si espresse in La miscellanea di Chiaravalle nel 1895: «Perché Ilarione Rancati è stato veramente uno dei più illustri personaggi del secolo XVII, e per me direi addirittura un vero grand’uomo. Poliglotta e famigliare con le lingue greca, ebraica, araba, siriaca; vero portento di memoria e di erudizione, non meno che di scienza e di dottrina vasta e solidissima; altrettanto profondo nelle speculazioni, che abile nella trattazione degli affari; apprezzato ed adoperato spesso da principi, da re, da papi, e in corrispondenza con tutti i personaggi più illustri dell’Europa intera: da Paolo V ad Alessandro VII, dal re di Spagna al re di Polonia e alla Regina di Svezia, da S. Vincenzo de' Paoli al Cardinale di Retz; il suo voto pesò per molti anni in tutte le decisioni di qualche importanza delle varie Congregazioni Romane, nei processi criminali come in quelli di canonizzazione, e le stesse più grandi questioni teologiche e diplomatiche del suo tempo (basti ricordare le condizioni ecclesiastiche dell'Inghilterra, e le difficoltà diplomatiche insorte tra la S. Sede e Luigi XIV) in forza di mandati altissimi passarono per le sue mani: ben degno che alcuni voti lo designassero al supremo pontificato nel Conclave dal quale usciva Alessandro VII; e che questo Pontefice suo amicissimo al primo annunzio della sua morte esclamasse: Extincta est lucerna Urbis et Orbis.»
La città di Milano gli ha dedicato una via.